# Embolia gaseosa
La embolia gaseosa (también, aeroembolia o aeroeembolismo) es la obstrucción de los vasos arteriales por un émbolo gaseoso. Hacen falta de 70-100 cc de aire por segundo para la muerte, que se produce por la tensión superficial entre la interacción del líquido nitrógeno.

## Etiología
La embolia gaseosa puede producirse tras intervenciones quirúrgicas de cuello, axila, mama, tiroides o hígado. Una segunda causa es una hemorragia por alumbramiento, por la presión de aire dentro del útero. La causa puede ser también una inyección. Por último, una fractura en el cráneo puede provocar una lesión de los senos durales, unas venas del cerebro cuya presión es inferior a la presión atmosférica, de tal modo que el aire penetra en el interior del vaso pudiendo provocar una embolia.

## Clínica
Es detectable fácilmente por un silbido intenso (ruido en remolino) que se produce cuando se mezclan sangre y aire. Produce alteraciones pulmonares: disnea, cianosis, opresión torácica y taquipnea. Además se detecta una coloración marmórea de la lengua y diversas alteraciones oftalmológicas, auditivas.
La embolia gaseosa es un accidente que suele ocurrir en el buceo, y es el pasaje de nitrógeno a la sangre, al respirar el buzo aire a presión y por ende una presión alta del nitrógeno que pasa al torrente sanguíneo en forma de microburbujas, durante el ascenso estas burbujas se agrandan por disminución de la presión (ley de Boyle-Mariotte) y estas burbujas de nitrógeno obstruyen vasos sanguíneos.